# Henri Garat
Émile Henri Garascu, conocido como Henry Garat o Henri Garat (París, 3 de abril de 1902 - Hyères, Var; 13 de agosto de 1959), fue un actor y cantante francés.

## Esbozo biográfico
Hijo del actor y cantante de vaudeville Edouard Garassu ("Garet") y la cantante lírica Césarine Lévy, fue una estrella en el Casino de París - donde reemplazó a Maurice Chevalier en 1926 - y en el Moulin Rouge.
Se fama se acrecienta cuando dobla en francés al alemán Willy Fritsch. Hollywood lo requiere en 1933 donde filma Adorable con Janet Gaynor. Canta como partenaire de Danielle Darrieux y Lilian Harvey.
Protagoniza las operetas de Albert Willemetz y en 1938, en L'Accroche-cœur de Sacha Guitry, se une a Jacqueline Delubac.
Filmó decenas de películas como actor y cantante
En 1932 se casó con la actriz Betty Rowe, con quien filma La Souris Bleue en 1936. Enviuda y se casa con la Condesa Marie Czernichef-Besobraroff.

## Filmografía
- 1930: Les Deux mondes de Ewald André Dupont.
- 1930: Flagrant délit de Hanns Schwarz.
- 1930: Le Chemin du paradis de Wilhelm Thiele.
- 1931: Princesse à vos ordres de hanns Schwarz.
- 1931: La Fille et le Garçon de Wilhelm Thiele.
- 1931: Nos maîtres les domestiques de Grantham Hayes.
- 1931: Delphine de Jean de Marguenat.
- 1931: Il est charmant de Louis Mercanton.
- 1931: Rive gauche de Alexander Korda.
- 1932: Simone est comme ça de Karl Anton.
- 1932: Une petite femme dans le train de Karl Anton.
- 1932: Un rêve blond de Paul Martin.
- 1933: Adorable de William Dieterle.
- 1933: Un soir de réveillon de Karl Anton.
- 1933: Une femme au volant de Kurt Gerron.
- 1933: On a volé un homme de Max Ophüls.
- 1934: Prince de minuit de René Guissart.
- 1935: Les dieux s'amusent de Reinhold Schünzel.
- 1935: Valse royale de Jean Grémillon.
- 1936: Les Gais Lurons de Paul Martin.
- 1936: Un mauvais garçon.
- 1936: La Souris bleue de Pierre-Jean Ducis.
- 1937: L'Amour veille de Henry Roussell.
- 1937: Ça, c'est du sport de Yves Mirande.
- 1937: La Chaste Suzanne de André Berthomieu.
- 1937: The Girl in the Taxi de André Berthomieu.
- 1937: Le Fauteuil 47 de Fernand Rivers.
- 1937: La Fille de la Madelon de Georges Pallu et Jean Mugelli.
- 1938: L'Accroche cœur de Pierre Caron.
- 1938: Les Femmes collantes de Pierre Caron.
- 1938: Ma sœur de lait de Jean Boyer.
- 1938: La Présidente de Fernand Rivers.
- 1939: Le Chemin de l'honneur de Jean-Paul Paulin.
- 1941: Le Valet maître de Paul Mesnier.
- 942: Annette et la dame blonde de Jean Dréville.
- 1942: Fou d'amour de Paul Mesnier.

## Opereta
- 1923: L'Amour masqué de Sacha Guitry y André Messager.
- Décembre 1932: Un soir de réveillon de Paul Armont y Raoul Moretti, Théâtre des Bouffes-Parisiens.